# Haag (Schönbrunn)

Wappen von Haag

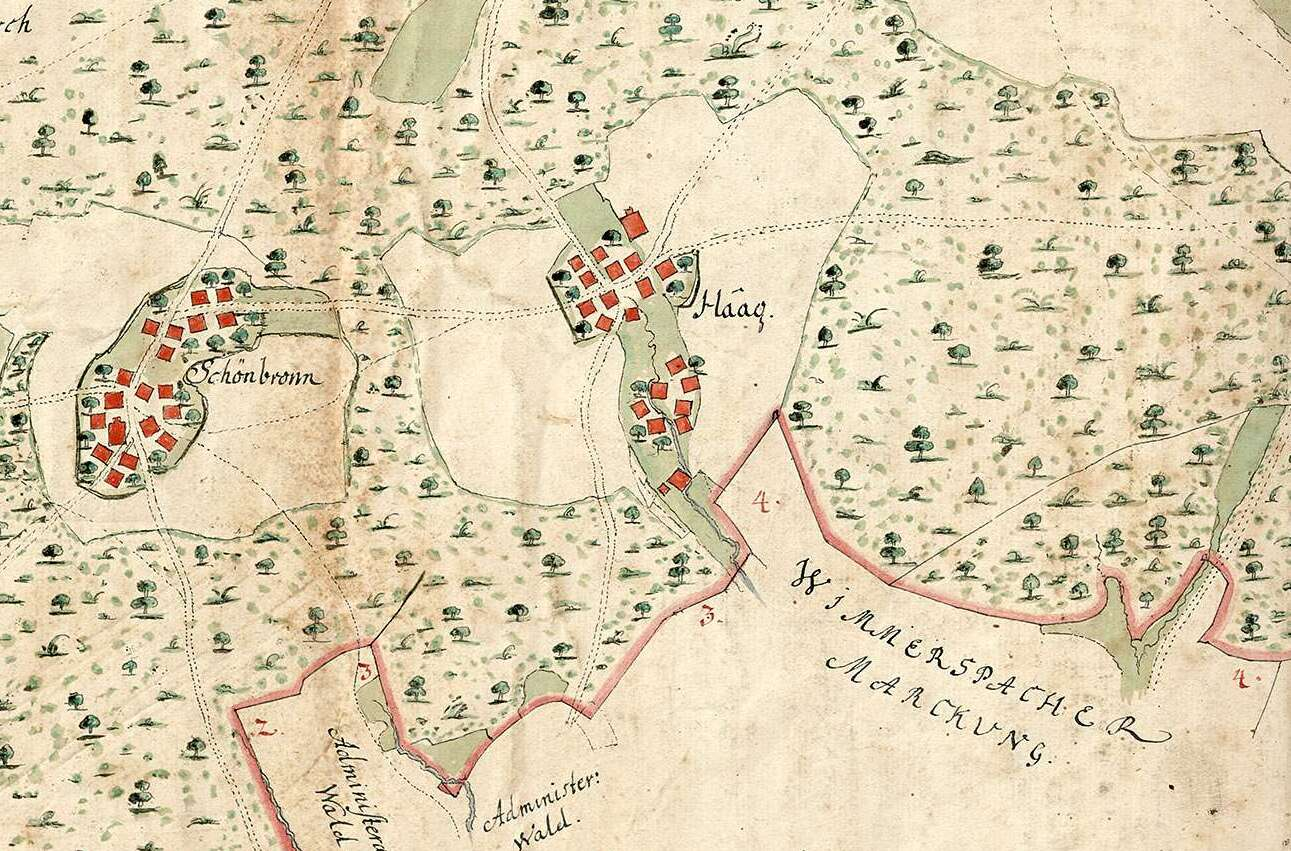
Haag auf einer Karte von 1748

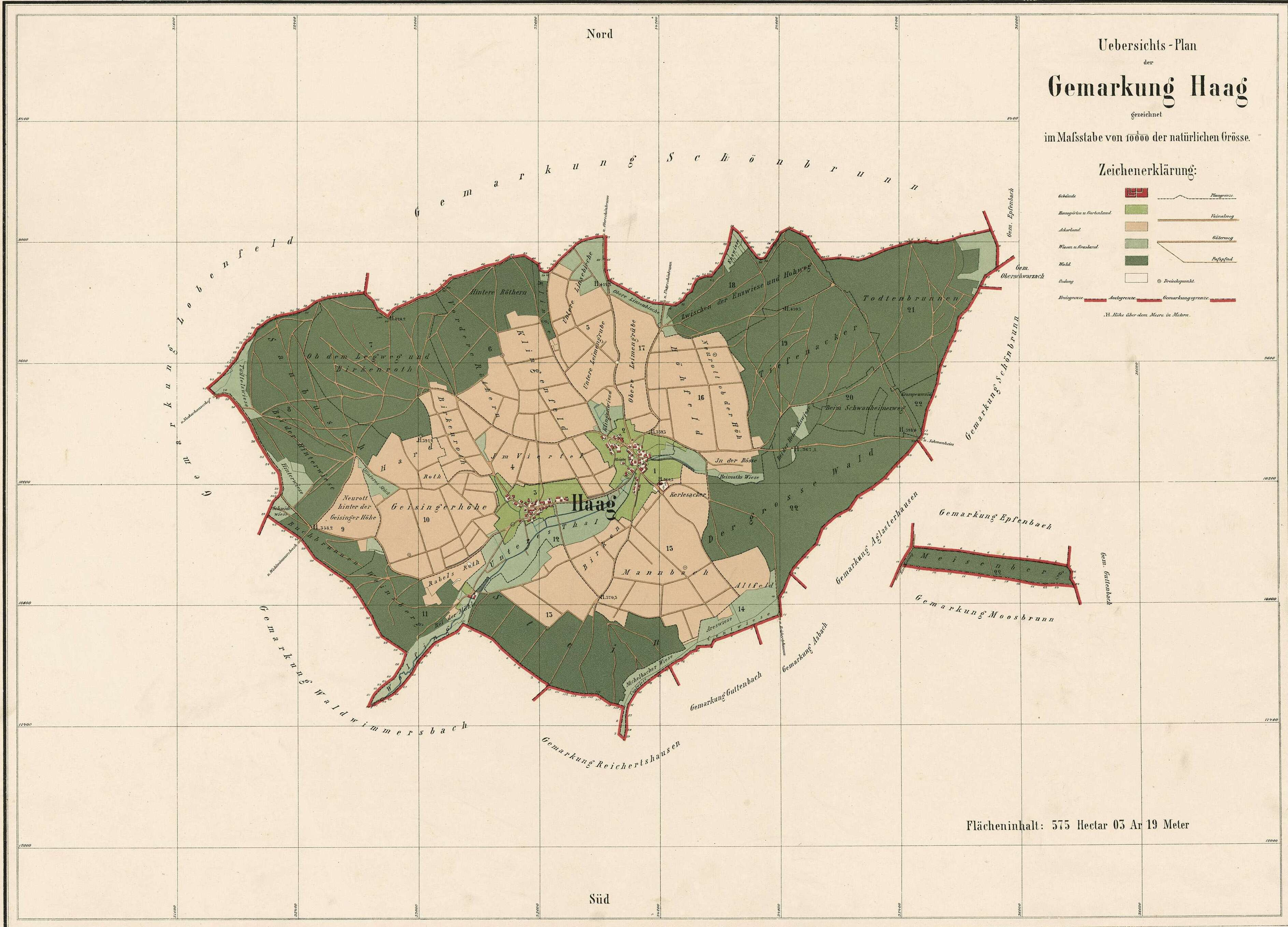
Gemarkung Haag, Stand 1883

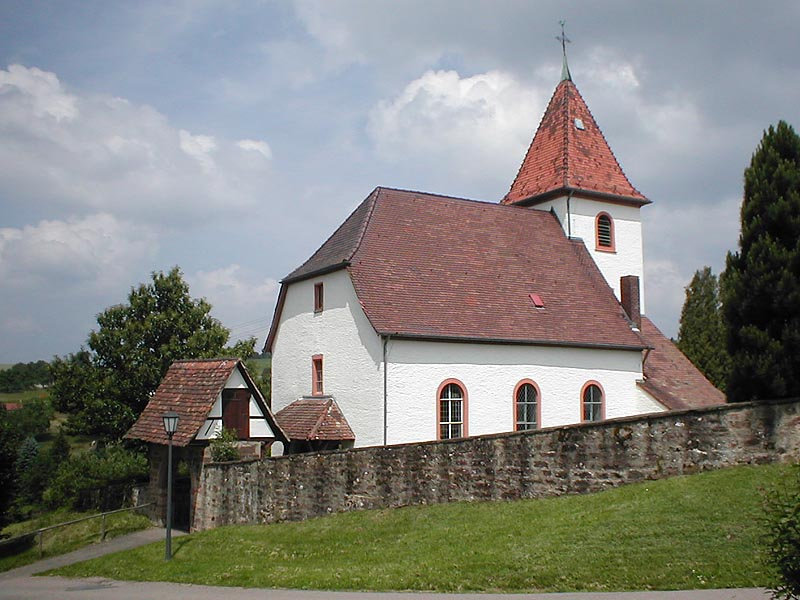
Die Kirche von Haag

Haag ist eine Ortschaft im Nordwesten von Baden-Württemberg. Es bildet heute einen Teil der Gemeinde Schönbrunn im Rhein-Neckar-Kreis.

## Geographie
Haag liegt im Übergangsbereich zwischen dem kleinen Odenwald im Norden und dem Kraichgau im Süden. Der kleine Ort liegt im oberen Abschnitt eines Seitentals des Lobbachs, wo der Schnatzbach in den Wimmersbach mündet.
Benachbarte Gemeinden (auch ehemalige) sind, beginnend im Norden und dann im Uhrzeigersinne, Schönbrunn, Epfenbach, Aglasterhausen, Asbach, Guttenbach, Reichartshausen, Waldwimmersbach und Lobenfeld. Hinzu kommt ein kleinerer Forst, der eine Exklave bildet. Der Meisenberg grenzt zusätzlich noch an Moosbrunn.

## Geschichte
Haag bildet einen Ausbauort des Hochmittelalters, möglicherweise hatte es der Abtei des Stiftes Sinsheim gehört. 1416 wurde es urkundlich erstmals erwähnt als Hage, der Name bezieht sich auf eine eingehegte Weide. Es bestanden, mit Ober- und Unterhaag, ursprünglich zwei Ortskerne, die aber mittlerweile zusammengewachsen sind.
Haag zählte zur Stüber Zent. Nachdem sie mehrfach verpfändet worden war, kam sie 1380 zur Kurpfalz. Mit deren Auflösung 1803 fiel der Ort an Baden.

## Verwaltungszugehörigkeit
Zu Zeiten der Kurpfalz gehörte Haag zum Unteramt Dilsberg, das dem Oberamt Heidelberg unterstand. In Baden kam der Ort zum Amt Neckarschwarzach, das 1813 mit dem Bezirksamt Neckargemünd vereinigt wurde. Zwischen 1851 und 1924 gehörte Haag zum Bezirksamt Eberbach, dann zum Bezirksamt Heidelberg, aus dem 1939 der gleichnamige Landkreis wurde.

## Gemeinde
Haag hatte früher eine eigenständige Gemeinde gebildet, ein Rathaus hatte sie 1860 erbauen lassen. Anfang 1972 wurde Haag, gemeinsam mit Moosbrunn und Schwanheim, nach Schönbrunn eingemeindet.

## Verkehr
Durch Haag verläuft die Landesstraße 595, die Eberbach im Nordosten mit Waldwimmersbach im Südwesten verbindet.

## Religiöses
Die Kirche von Haag steht in einem ummauerten Friedhof. Errichtet worden war sie im 18. Jahrhundert auf mittelalterlichen Fundamenten.